# 5419 Benua
5419 Benua è un asteroide della fascia principale. Scoperto nel 1981, presenta un'orbita caratterizzata da un semiasse maggiore pari a 3,1059349 UA e da un'eccentricità di 0,1852408, inclinata di 5,20949° rispetto all'eclittica.